# Kajen 4
Kajen 4 est un immeuble résidentiel dans le quartier de  Liljeholmen à Stockholm en Suède.

## Description
Kajen 4 est situé dans l'îlot urbain Årgångena l'adresse Sjöviksvägen 71 à Årstadalshamnen.
Kajen 4 est un immeuble résidentiel de 75 mètres de haut et de 24 étages. 
C'est, avec Kajen 5, Kajen 6 et Kajen 7, l'un des quatre gratte-ciels résidentiels du projet Liljeholmskajen (sv).
L'édifice a été conçu par l'architecte Gert Wingårdh pour le compte du propriétaire et entrepreneur général JM (sv) et a été achevé en 2014.

## Architecture
Kajen 4, avec les constructions voisines, est l'un des gratte-ciel du nouveau développement résidentiel qui se réalise depuis 2000 à côté de la rive sud d'Årstadalshamnen. 
L'édifice se compose d'une partie haute et d'une partie basse. La partie haute, avec ses 24 étages et ses 75 mètres de haut, est un nouveau point de repère à Liljeholmen et au sud de Södermalm. 
La partie basse compte huit étages. 
Au total, le complexe comprend 183 appartements d'une surface habitable comprise entre 53 et 146 m².
Au rez-de-chaussée face au quai, sont aménagés des locaux pour diverses activités sur une superficie de 600 m².
Les façades sont revêtues de tôles d'aluminium noires avec des divisions horizontales de bandes de tôles noires. Gert Wingårdh a aménagé les balcons haut de gamme aux quatre coins du bâtiment. De cette façon, tous les points de vue sont exploités. Les façades des balcons sont arrondies et la longueur des balcons augmente progressivement de bas en haut, ce qui contribue à donner l'impression que le bâtiment est plus large en haut qu'en bas.

## Reconnaissance
Le 1er juin 2015, Kajen 4 a été nommé bâtiment de l'année 2015 à Stockholm. 
Le prix a été remis par le conseiller à l'urbanisme et à la culture Roger Mogert à la galerie d'art Liljevalchs konsthall. 
La justification disait : « Les habitants de Stockholm ont choisi un gratte-ciel résidentiel audacieux comme favori en 2014. Stockholm se développe avec une architecture de tous les jours où la forme sculpturale et l'élégance deviennent un élément bienvenu et innovant dans le paysage urbain. ».

## Galerie

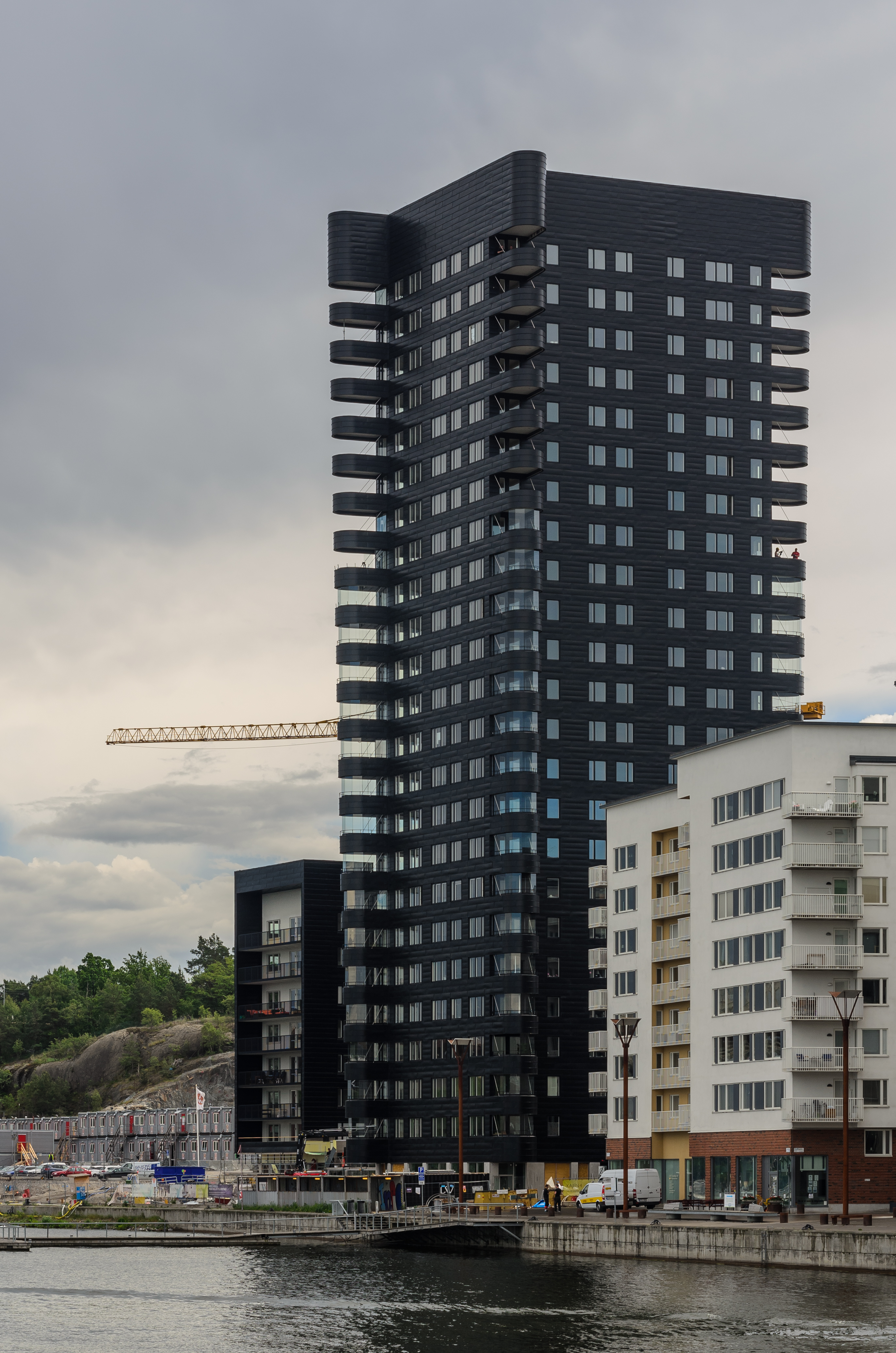
Kajen 4 en juin 2014.
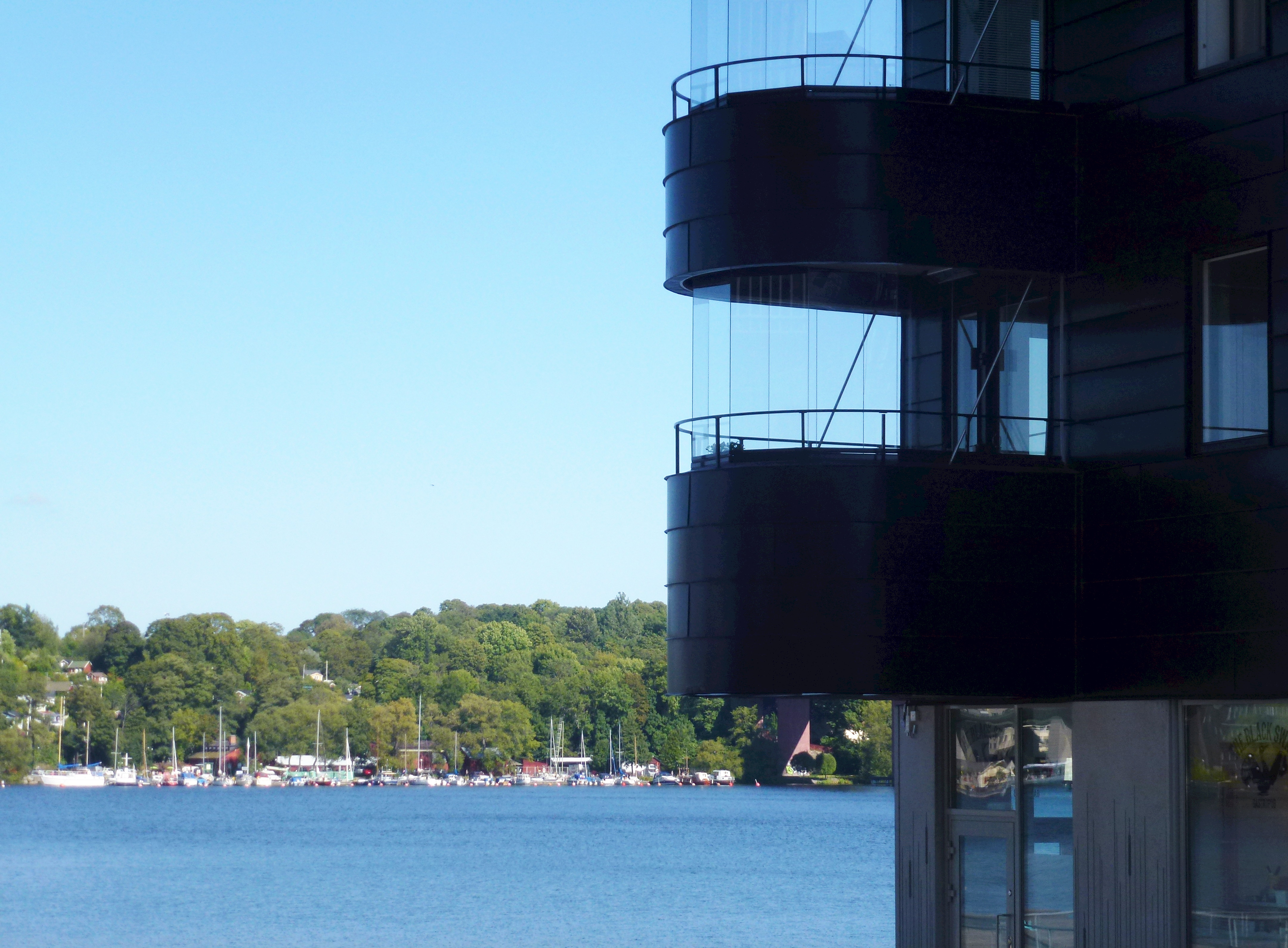
Kajen 4 en septembre 2014.
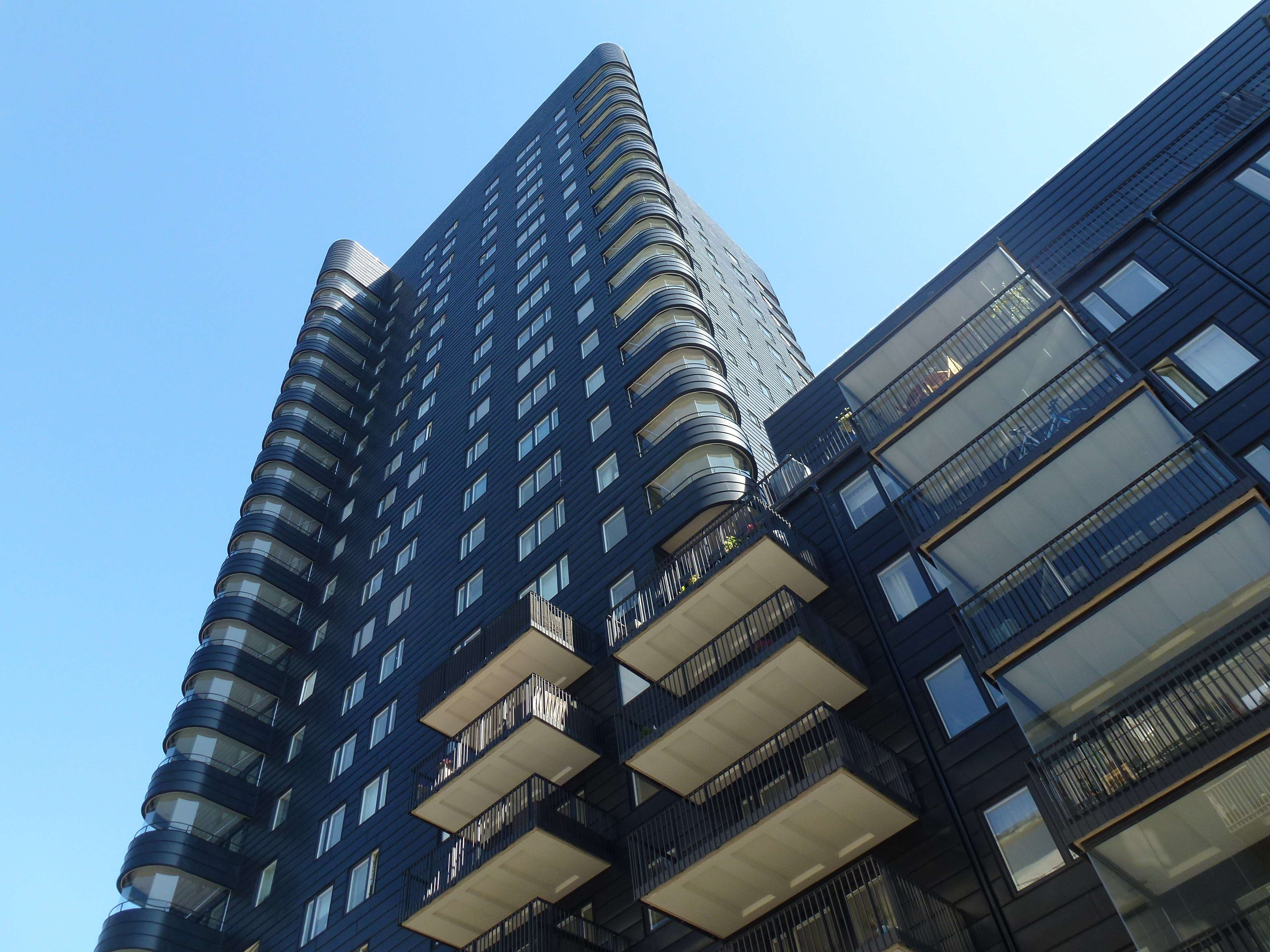
Kajen 4 en septembre 2014.
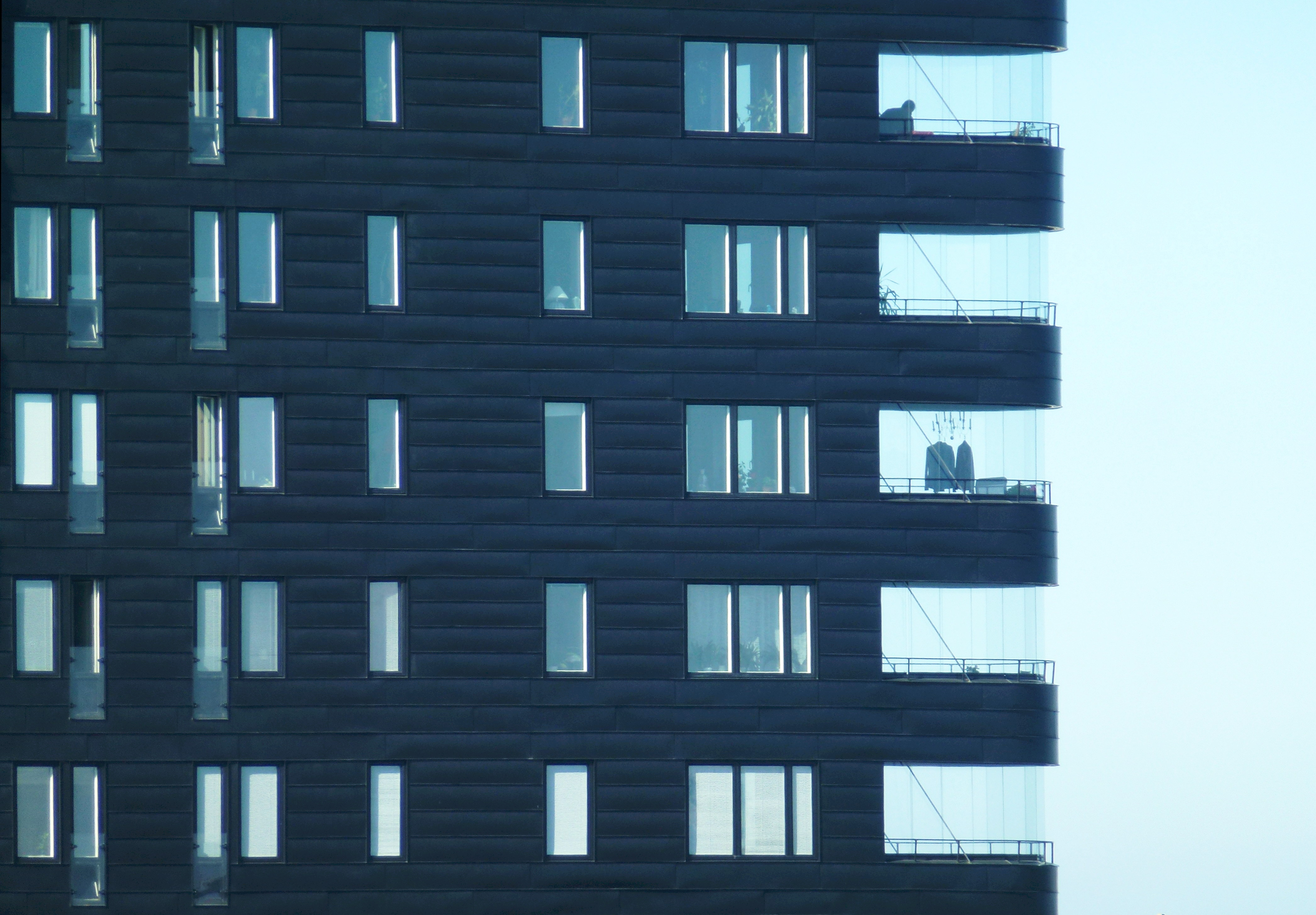
Kajen 4 en septembre 2014.
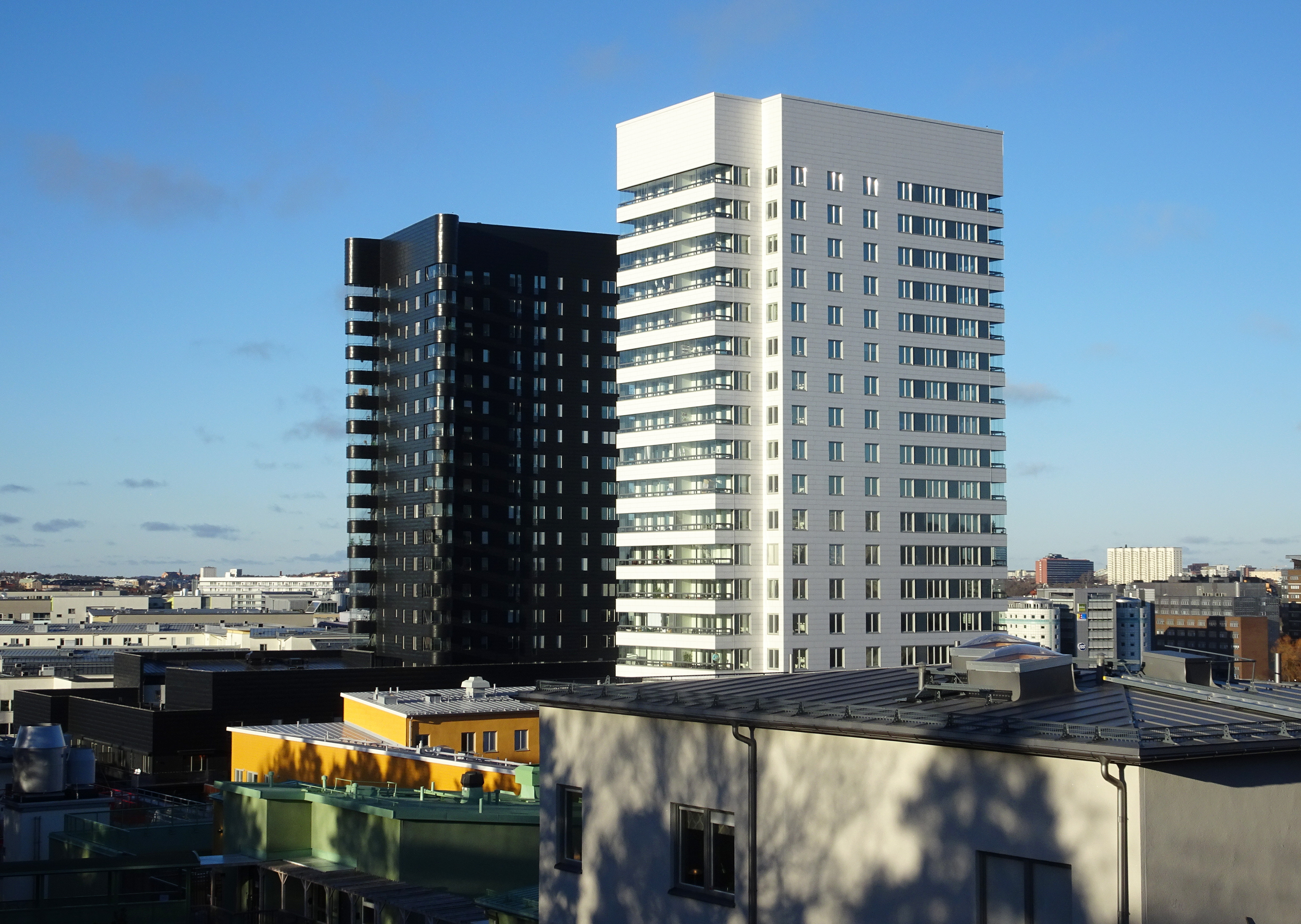
Kajen 4 et Kajen 5 en 2018.